# Kamov Ka-60
Kamov Ka-60 (rus. Ka-60 Касатка) također poznat kao "Kasatka" ruski je helikopter koji je prvi puta poletio 24. prosinca 1998.

## Dizajn i razvoj
Kamov Ka-60 koristi rusko ratno zrakoplovstvo te je namijenjen kao zamjena za Mil Mi-8. Koristi se za izviđanje, transport vojnika, radio - elektroničko ometanje, izvođenje specijalnih operacija te za razne vrste lakog transporta. 

## Inačice
- Ka-60: osnovni, višenamjenski model.
- Ka-60U: model namijenjen zračnim vježbama.
- Ka-60K: transportni model.
- Ka-60R: izviđački model. Ostale verzije namijenjene su protu-tenkovskoj i protu-helikopterskoj borbi.
- Ka-62: civilni model namijenjen ruskom tržištu.
- Ka-62M: standardni model. Pokretan je s dva General Electric T700/CT7-2D1 motora i s prednjim rotorom s pet elisa. Motori su licencno proizvedeni u Rusiji.
- Ka-64 Sky Horse: mornarički model koji koristi prednji i stražnji rotor sa standardne četiri elise.

## Korisnik
Rusija
- Rusko ratno zrakoplovstvo - trenutno je 7 helikoptera u aktivnoj službi.[1]

## Tehničke karakteristike (Kamov Ka-60)
Osnovne karakteristike
- posada: 2
- kapacitet: 

  - 16 vojnika
  - 6 ranjenika
  - 2.750 kg
- dužina: 15,6 m
- promjer rotora: 13,5 m (1,2 m stražnji rotor)
- visina: 4,2 m
- širina trupa: 2,5 m

Letne karakteristike
- najveća brzina: 300 km/h (185 mph)
- ekonomska brzina: 270 km/h (166 mph)
- dolet: 615 km (380 milja)
- brzina penjanja: 10,4 m/s
- najveća visina leta: 5.100 m
- motor: 

  - 2× Rybinsk RD-600V
  - General Electric T700/CT7-2D1 (model Ka-62M)

## Vidjeti također
Usporedivi helikopteri
- HAL Dhruv
- Eurocopter Dauphin / Harbin Z-9
- Eurocopter Panther
- Agusta A109
- Bell 430
- Sikorsky S-76

## Vanjske poveznice
- Informacije o Ka-62 na kahelicopter.com  Arhivirana inačica izvorne stranice od 11. rujna 2019. (Wayback Machine)
- www.aviation.ru